# X-Men Legends II: Rise of Apocalypse
X-Men Legends II: Rise of Apocalypse — компьютерная игра в жанре ролевого экшна, разработанная Raven Software и изданная Activision для Xbox, PlayStation 2, N-Gage, PSP, GameCube и Microsoft Windows в 2005 году. Является продолжением X-Men Legends 2004 года. События игры разворачиваются после окончания первой части и повествуют о противостоянии мутантов и их древнего могущественного сородича Апокалипсиса.
Разработчики намеревались создать масштабный сиквел, по сюжету которого супергерои Люди Икс должны были объединиться со злодеями X-Men Legends — членами Братства мутантов, чтобы остановить бо́льшую угрозу. За создание внутриигровых роликов отвечала Blur Studio.
Критики положительно оценили различные версии игры, которая, по их мнению, получилась лучше своей предшественницы. Среди особенностей сиквела игровые журналисты выделяли: многопользовательский режим, добавление дополнительных способностей протагонистов и большое количество новых игровых персонажей. С другой стороны, часть рецензентов критиковала качество озвучки и однообразный игровой процесс. X-Men Legends II хорошо продавалась, поэтому была переиздана в линейке PlayStation 2 Greatest Hits по сниженной цене.

## Игровой процесс

Скриншот игрового процесса

X-Men Legends II — ролевой экшн, в котором игрок управляет персонажами-мутантами из двух враждующих команд — Люди Икс и Братство мутантов — и противостоит их могущественному сородичу Апокалипсису и его приспешникам. Пользователь формирует отряд из четырёх персонажей, часть из которых открывается по мере прохождения сюжета. В Rise of Apocalypse есть кооператив для четырёх игроков: они могут подключиться к одной и той же консоли и в любой момент покинуть игру. Одним из нововведений проекта стал многопользовательский режим, в котором несколько игроков совместно проходят сюжетную кампанию по сети. Также в X-Men Legends II появился ещё один новый режим под названием «Новая игра плюс»: в нём у пользователей появляется возможность перепройти сюжетную кампанию с сохранением опыта и способностей героев, полученных во время предыдущего прохождения.
Игрок приобретает очки опыта, необходимые для улучшения способностей протагонистов. Также он находит на уровнях бонусные предметы, которыми может экипировать любого персонажа; эти предметы усиливают их физические характеристики. В сражениях герои объединяют свои способности и используют специальные атаки против одного или нескольких врагов. Эти атаки образуют суперкомбо, наносящее большой урон противнику. Каждый персонаж обладает несколькими уникальными способностями, которые игроки настраивают на кнопки контроллера. В Rise of Apocalypse есть режим поединков: игроки сражаются друг с другом или противостоят многочисленным управляемым ИИ приспешникам Апокалипсиса.
После завершения миссий протагонисты попадают на различные базы, представляющие собой зоны отдыха. В этих местах игрок просматривает загрузочные экраны, внутриигровое видео, биографии персонажей и обложки комиксов, разблокированные по мере прохождения сюжета. Также пользователь может принять участие в викторине по вселенной Людей Икс и получить дополнительные очки опыта за правильные ответы. Кроме того, на базах есть виртуальные боевые арены, известные как «Комнаты с опасностями»: они содержат миссии с высоким уровнем сложности.
X-Men Legends II для мобильных телефонов — это beat ’em up с элементами ролевой игры и видом сбоку. В распоряжении игрока есть пять протагонистов, которых он может усилить с помощью очков опыта. Как и в версии для консолей, игрок создаёт команду из четырёх героев и может переключаться между ними во время прохождения.
1. 1 2 3 4 5  Игровой персонаж в мобильной версии
2. ↑  Эксклюзив для мобильной версии
3. 1 2 3 4  Эксклюзив для PSP-версии
4. 1 2  Эксклюзив для ПК-версии

## Сюжет
Став свидетелем поражения Магнето от рук Людей Икс, могущественный мутант Эн Сабах Нур решает начать «Эру Апокалипсиса». Чтобы осуществить свой замысел, он похищает профессора Чарльза Ксавьера и Полярис. Некоторое время спустя, во время операции в военной тюрьме Гренландии по спасению Ксавьера, Люди Икс — Циклоп, Шторм и Росомаха — сталкиваются с представителями Братства мутантов — Магнето, Мистик и Саблезубым. Магнето выражает беспокойство за судьбу своих детей — Полярис и Ртуть, также похищенного Апокалипсисом.
После освобождения профессора обе команды отправляются в Дженошу, государство-убежище для мутантов. По прибытии они узнают, что остров был захвачен приспешниками Апокалипсиса. После непродолжительного конфликта с Мистером Синистером, ответственным за чудовищные эксперименты над их сородичами, мутанты сражаются с Леди Смертельный Удар и Зелот, освобождают пленённых граждан Дженошы и собирают информацию об их общем враге. Затем они побеждают первого из четырёх всадников Апокалипсиса, Пропасть. После восстановления независимости на Дженоше Люди Икс и члены Братства мутантов решают прекратить сотрудничество. В это время Апокалипсис уничтожает Особняк Икс и похищает Зверя. Последний успевает оставить Людям Икс наводку на секретный доисторический заповедник в Антарктиде под названием Дикая Земля. Обе команды мутантов вновь объединяют усилия и прибывают на Дикую Землю, где побеждают других сторонников Эн Сабах Нура — Гризли, Гарокка, Михаила Распутина и Саурона.
Потерявший влияние на Дикой Земле Апокалипсис отправляется завоёвывать Нью-Йорк. Команды помогают Нику Фьюри вывести из строя захваченных Бастионом Стражей, а затем останавливают Холокоста, Степфордских кукушек, Страйфа и находящегося под вражеским контролем Дэдпула, однако им не удаётся предотвратить похищение Эммы Фрост и Ангела. Эн Сабах Нур и Мистер Синистер превращают последнего в Архангела, ещё одного всадника Апокалипсиса, и поручают ему охранять их башню. Команды побеждают Архангела и проникают во вражеское логово, в котором обнаруживают находящегося под контролем Мистера Синистера Зверя. Тот похищает Саблезубого и отправляется вместе с Апокалипсисом и Синистером в Египет.
В дальнейшем Люди Икс и члены Братства мутантов узнают, что Апокалипсис намеревается использовать способности четырёх мутантов с «гармонической ДНК» — Полярис, Ртуть, Эммы Фрост и Саблезубого — для активации специального устройства, которое многократно увеличит его силу. Команды прибывают в Египет, побеждают Мистера Синистера и освобождают Зверя из-под его контроля. После уничтожения последнего из приспешников Апокалипсиса, Живого монолита, мутанты побеждают Эн Сабах Нура в решающем сражении. Магнето и Профессор Икс прекращают временный союз и приходят к выводу, что их общий враг не погиб. Кроме того, Зверь выдвигает предположение о саботировании запуска устройства Апокалипсиса третьей стороной. В то время как Люди Икс покидают Египет на борту Тёмной птицы, выживший Синистер появляется на вершине пирамиды и разражается смехом, подразумевающим, что третьей стороной был он.

## Разработка
21 октября 2004 года, спустя месяц после релиза X-Men Legends, представители Activision анонсировали выход её сиквела — X-Men Legends II: Rise of Apocalypse. Первые подробности об игре были раскрыты в 2005 году, на выставках Electronic Entertainment Expo и San Diego Comic-Con International. У версии Rise of Apocalypse для платформ GameCube, PlayStation 2, Xbox и Windows было несколько дат релизов: 20 сентября 2005 года игра вышла в Северной Америке, 12 октября 2005 года — в Австралии и 14 октября 2005 года — в Европе. Сотрудники Vicarious Visions разработали порт для PlayStation Portable, который был выпущен 19 октября в Северной Америке, 23 ноября — в Австралии и 25 ноября — в Европе. Также была разработана отдельная версия X-Men Legends II от Barking Lizards Technologies для портативной консоли N-Gage; 28 октября игра вышла в Европе, а 31 октября — в Северной Америке. Релиз мобильной версии игры от Mforma состоялся 19 декабря. 3 ноября в сети появилась бесплатная демоверсия Rise of Apocalypse для Windows.
Разработчики из компании Raven Software хотели, чтобы сиквел получился масштабнее оригинальной игры. Для этого они расширили список приёмов игровых персонажей и добавили в проект разнообразные локации. «Мы пытались создать [что-то] более экзотическое и органичное с помощью окружения» — заявил руководитель разработки X-Men Legends II Дэн Вондрак. В игре появились следующие места действия: государство-убежище для мутантов Дженоша, джунгли доисторического заповедника Дикой Земли и древние египетские храмы. Создатели Rise of Apocalypse придумывали сюжет игры вместе с сотрудниками компании Marvel Comics. Бывшие сценаристы издательства из творческой группы Man of Action, которые писали сценарий к первой части, не вернулись к работе над продолжением. Музыку к игре написал композитор Герхард Нархолц. Разработчики скорректировали геймдизайн таким образом, чтобы четверо игроков могли проходить сюжетную кампанию непрерывно, так как в некоторых миссиях первой части не было предусмотрено кооператива. За создание внутриигрового видео отвечали сотрудники Blur Studio, которые впоследствии разработали кат-сцены для следующего проекта Raven Software — Marvel: Ultimate Alliance.
Как и X-Men Legends, Rise of Apocalypse создавалась на движке Vicarious Visions. Представители этой компании также портировали игру на PlayStation Portable. Генеральный директор Vicarious Visions Картик Бала намеревался сохранить ключевые элементы игрового процесса версии для консолей. Помимо этого, в версию для PSP были добавлены четверо эксклюзивных игровых персонажей и девять новых побочных миссий. Сотрудникам компании пришлось адаптировать систему управления под раскладку PSP с ограниченным количеством кнопок. По словам Балы, другой приоритетной целью при создании порта было добавление многопользовательского режима. За сетевые аспекты проекта отвечала SuperVillain Studios. Beenox портировала X-Men Legends II на Windows.

## Восприятие
| Сводный рейтинг    | Сводный рейтинг | Сводный рейтинг | Сводный рейтинг | Сводный рейтинг | Сводный рейтинг |
| Издание            | Оценка          | Оценка          | Оценка          | Оценка          | Оценка          |
| Издание            | GC              | PC              | PS2             | PSP             | Xbox            |
| ------------------ | --------------- | --------------- | --------------- | --------------- | --------------- |
| GameRankings       | 80,83 %         | 81,40 %         | 80,71 %         | 82,57 %         | 82,62 %         |
| Metacritic         | 82/100          | 80/100          | 82/100          | 82/100          | 84/100          |
| Иноязычные издания |                 |                 |                 |                 |                 |
| Издание            | Оценка          | Оценка          | Оценка          | Оценка          | Оценка          |
| Издание            | GC              | PC              | PS2             | PSP             | Xbox            |
| 1UP.com            | A               | B+              | A               | A               | A               |
| GameSpy            | 4/5             | 4/5             | 4,5/5           | 4/5             | 4,5/5           |
| IGN                | 8,0/10          | 8,5/10          | 8,5/10          | 8,4/10          | 8,5/10          |

X-Men Legends II: Rise of Apocalypse получила преимущественно положительные отзывы. Все версии игры имеют от 80 до 84 баллов на сайтах-агрегаторах рецензий GameRankings и Metacritic. Впоследствии Rise of Apocalypse была переиздана в бюджетной линейке PlayStation 2 под названием Greatest Hits. По мнению Джереми Джастрзаба из PALGN, X-Men Legends II стала отличным развлечением для фанатов Людей Икс; рецензент посоветовал игрокам проходить её в кооперативе. Том Байрон из 1UP.com сравнил Rise of Apocalypse с другими проектами по мотивам комиксов издательства Marvel 2005 года — The Incredible Hulk: Ultimate Destruction, Ultimate Spider-Man и Fantastic Four — и назвал её лучшей.
Большинство критиков положительно оценило игровой процесс. Рецензент портала VideoGamer.com похвалил кооператив и многопользовательский режим. Обозреватель GameTrailers также высоко оценил реализацию прохождения по сети и назвал новые способности протагонистов одним из главных достоинств Rise of Apocalypse. В рецензии для GameSpot Грег Мюллер отметил большое количество игровых персонажей, эффекты разрушения различных объектов и открываемый контент, но в то же время критиковал качество звука, неудобный интерфейс и большое количество загрузочных экранов. Аналогичной позиции придерживался Рэймонд Падилла из GamesRadar. Рецензент G4TV сетовал на отсутствие разнообразия в игровом процессе. Джереми Джастрзаб из PALGN счёл игровое меню слишком запутанным и плохо сконструированным, а саму игру — затянутой ближе к концу сюжета. Александр Кузьменко из «Игромании» назвал единственным по-настоящему интересным аспектом игры боевую систему, которая «была осквернена отсталыми технологиями».
Несмотря на высокие оценки игровых персонажей, критики разделились во мнениях относительно их озвучки. GameTrailers не понравилось, что некоторые известные представители Людей Икс и Братства мутантов не были играбельными и фигурировали в сюжете как герои второго плана. Также рецензент портала раскритиковал работу актёров озвучивания. Обозреватель G4 занял противоположную позицию. Мюллер был одним из критиков, которым понравился большой выбор протагонистов.
Визуальная составляющая Rise of Apocalypse также была воспринята неоднозначно. Рецензент GameTrailers отметил повышение качества проработки окружающей среды и кат-сцен по сравнению с X-Men Legends. Стив Стейнберг из GameSpy признал, что Raven Software удалось улучшить внутриигровое оформление, которое, тем не менее, было недостаточно проработанным и разнообразным, а персонажи и вовсе ощущались как «часть окружения». По мнению Падиллы, графика игры сильно устарела. Обозреватель Absolute Games резюмировал: «Движок почти не изменился: всё те же небогатые текстуры и спецэффекты (впрочем, на фоне прочих декораций Египет и храм культистов очень красивы). Разве что стало больше ярких красок, пришедших на смену унылым чёрно-серо-зелёным тонам».
Успех проектов серии X-Men Legends вдохновил Raven Software, Marvel и Activision на создание игры Marvel: Ultimate Alliance, которая вышла на нескольких консолях, портативных устройствах и персональных компьютерах в 2006 году. За портирование вновь отвечали Barking Lizards, Vicarious Visions и Beenox. Осенью 2009 года состоялся выход продолжения Marvel: Ultimate Alliance 2, разработанного Vicarious Visions, n-Space и Savage Entertainment. Vicarious Visions создала версии для PS3 и Xbox 360, а n-Space — для Nintendo DS, PS2 и Wii. Savage Entertainment портировала версию n-Space на PSP.